# The Toasters
The Toasters — американская ска-группа из Нью-Йорка, одни из родоначальников «третьей волны ска» (англ. Third ska wave).

## История
The Toasters образовались в 1981 году в Нью-Йорке. Основатель, Роб Хингли (Rob Hingley) переехал в США годом раньше, до этого он обитал в Лондоне, где также занимался музыкой, а именно играл в группе Eye-Witness (позже другие экс-участники Eye-Witness образуют группу Bad Manners).
В первый состав своей новой группы Хингли, за неимением лучшего, набрал своих коллег по работе (он трудился в книжном магазине Forbidden Planet)
Первая запись группы, Recriminations, вышла в 1985 году. Продюсировал Recriminations известный музыкант Джо Джексон.
В 1987 году вышел первый полноценный альбом — Skaboom. После выхода группа дает первый крупный концертный тур «Toast on the Coast».

## Дискография

### Студийные альбомы
- 1985 — Recriminations
- 1987 — Skaboom!
- 1988 — Thrill Me Up
- 1990 — This Gun for Hire
- 1992 — New York Fever
- 1994 — Dub 56
- 1996 — Hard Band for Dead
- 1997 — Don’t Let the Bastards Grind You Down
- 2002 — Enemy of the System
- 2007 — One More Bullet

### Сборники
- 1990 — T-Time
- 1995 — Ska Killers
- 1996 — History Book
- 1998 — History Book 1987—1998
- 2000 — The Best Of…
- 2003 — In Retrospect
- 2007 — Ska is Dead

### Концертные альбомы
- 1990 — Frankenska
- 1993 — Live In L
- 1998 — Live In London
- 2003 — Live In Brazil
- 2003 — en Caracas